# Узбекистан на зимних Олимпийских играх 2010
Узбекистан на зимних Олимпийских играх 2010 был представлен тремя спортсменами в двух видах спорта, в том числе две женщины. Лучшим результатом Узбекистана на этих Играх стало 23-е место фигуристки Анастасии Гимазетдиновой

## Результаты соревнований

### Горнолыжный спорт
Мужчины
| Соревнование      | Спортсмены  | 1 спуск | 2 спуск | Всего   | Отставание | Место |
| ----------------- | ----------- | ------- | ------- | ------- | ---------- | ----- |
| Гигантский слалом | Олег Шамаев | 1:32,20 | 1:36,98 | 3:09,18 | +31,35     | 77    |
| Слалом            | Олег Шамаев | 57,65   | 1:00,40 | 1:58,05 | +18,73     | 42    |

Женщины
| Соревнование      | Спортсмены        | 1 спуск | 2 спуск | Всего   | Отставание | Место |
| ----------------- | ----------------- | ------- | ------- | ------- | ---------- | ----- |
| Гигантский слалом | Ксения Григорьева | 1:31,59 | 1:25,63 | 2:57,22 | +30,11     | 58    |
| Слалом            | Ксения Григорьева | DNF     | —       | —       | —          | —     |

### Фигурное катание
| Соревнование              | Спортсмены              | Короткая программа | Короткая программа | Произвольная программа | Произвольная программа | Всего     | Всего |
| Соревнование              | Спортсмены              | Результат          | Место              | Результат              | Место                  | Результат | Место |
| ------------------------- | ----------------------- | ------------------ | ------------------ | ---------------------- | ---------------------- | --------- | ----- |
| Женское одиночное катание | Анастасия Гимазетдинова | 49,02              | 24                 | 82,63                  | 23                     | 131,65    | 23    |